# Caquetaia
Caquetaia, rod južnoameričkih slatkovodnih riba iz porodice ciklida koji je dobio ime po rijeci Caquetá. Žive po rijekama i potocima bazena Amazone, na sjever sve do Paname. Prva u rodu opisana je još 1875. godine, to je Caquetaia spectabilis, poznata u Brazilu kao Acará rosado ili Acará rosada, jer je izvorno znanstveno nazvana Acara spectabilis.
U rodu postoje zasad četiri priznate i poznate vrste, među kojima je najveća C. umbrifera koja može narasti preko 47 centimetara, dok su ostale vrste znatno manje, od 27 centimetara na niže.

## Vrste
1. Caquetaia kraussii (Steindachner, 1878)
2. Caquetaia myersi (Schultz, 1944)
3. Caquetaia spectabilis (Steindachner, 1875)
4. Caquetaia umbrifera (Meek & Hildebrand, 1913)[1]